# Prix Jean Gauvreau
Prix Jean Gauvreau är ett montélopp för femåriga hingstar och ston som äger rum i maj på Hippodrome de Vincennes i Paris i Frankrike. Det är ett Grupp 2-lopp, man måste minst ha sprungit in 45 000 euro för att få starta. Loppet rids över 2175 meter på stora banan på Vincennes, med voltstart. Den samlade prissumman är 120 000 euro, och 54 000 euro i första pris.

## Vinnare
| 2024 | Jeegha Pride     | Charly du Noyer    | Mathieu Mottier    | Thierry Duvaldestin     | 1'11"4    |           |           |           |           |           |
| 2023 | I Can Dream      | Ubriaco            | Alexandre Abrivard | Laurent-Claude Abrivard | 1'11"7    |           |           |           |           |           |
| 2022 | Handy Bourbon    | Kaisy Dream        | Alexandre Abrivard | Sébastien Guarato       | 1'10"4    |           |           |           |           |           |
| 2021 | Gef de Play      | Gazouillis         | Yoann Lebourgeois  | Franck Leblanc          | 1'10"9    |           |           |           |           |           |
| 2020 | Kördes ej        | Kördes ej          | Kördes ej          | Kördes ej               | Kördes ej | Kördes ej | Kördes ej | Kördes ej | Kördes ej | Kördes ej |
| 2019 | Eolia de Houelle | Goetmals Wood      | Anthony Barrier    | Franck Leblanc          | 1'12"3    |           |           |           |           |           |
| 2018 | Draft Life       | Ubriaco            | Éric Raffin        | Louis Baudron           | 1'10"5    |           |           |           |           |           |
| 2017 | Candie d'Atout   | Magnificent Rodney | Matthieu Abrivard  | Matthieu Abrivard       | 1'12"7    |           |           |           |           |           |
| 2016 | Best of Jets     | Magnificent Rodney | François Lagadeuc  | Jean-Michel Baudouin    | 1'10"6    |           |           |           |           |           |
| 2015 | Athena de Vandel | Prince Gede        | Matthieu Abrivard  | Cedric Megissier        | 1'12"4    |           |           |           |           |           |
| 2014 | Valdice de Mars  | Lynx de Bellouet   | Yoann Lebourgeois  | Loic Groussard          | 1'12"7    |           |           |           |           |           |
| 2013 | Ulysse           | Love You           | Thomas Levesque    | Mike Lenders            | 1'11"4    |           |           |           |           |           |
| 2012 | Tenerife Turgot  | Capriccio          | Anthony Barrier    | Pierre Belloche         | 1'11"9    |           |           |           |           |           |
| 2011 | Singalo          | Goetmals Wood      | Éric Raffin        | Louis Baudron           | 1'11"2    |           |           |           |           |           |
| 2010 | Ragtime du Parc  | Gai Brillant       | Éric Raffin        | Pierrick Lecellier      | 1'11"6    |           |           |           |           |           |
| 2009 | Quilea Jiel      | Diamante Gede      | Matthieu Abrivard  | Jean-Luc Dersoir        | 1'12"6    |           |           |           |           |           |